# 維托里諾·安圖內斯
維托里諾·安圖內斯（葡萄牙語：Vitorino Antunes；1987年4月1日—）是一位葡萄牙足球運動員。在場上的位置是左後衛。現效力於葡超球隊費利拿，他曾效力於烏超球隊基輔迪納摩。他也曾代表葡萄牙國家足球隊參賽。

## 榮譽
羅馬
- 意大利盃冠军：2007–08

基輔迪納摩
- Ukrainian Premier League: 2014–15, 2015–16
- 烏克蘭盃：2014–15
- 烏克蘭超級盃：2016

葡萄牙体育
- 葡超冠军：2020–21
- 葡萄牙联赛杯冠军：2020–21